# Référendum liechtensteinois de 1999
 (août 2025).
Un référendum a lieu au Liechtenstein le 31 janvier 1999

## Contenu
Le référendum porte sur une modification des remboursements de l'assurance santé.

### Contexte
Il s'agit d'une initiative populaire du Parti progressiste des citoyens qui procède à la collecte de 1750 signatures. Elle propose d'étendre aux femmes au foyer, chômeurs et retraités le remboursement de la moitié des frais d'assurance, auparavant restreints aux seules personnes ayant un emploi. Une augmentation du pourcentage de TVA en financerait le coût, évalué à 17 millions de francs suisses par an.
L'initiative ayant réunie les signatures de plus de 1 000 inscrits, elle est présentée au Landtag dans le cadre de l'article 64-2 de la constitution. Le parlement la rejette le 22 octobre 1998, entraînant sa mise en votation.

## Résultat
| Choix                     | Votes  | %     |
| ------------------------- | ------ | ----- |
| Pour                      | 4 135  | 33,96 |
| Contre                    | 8 038  | 66,04 |
|                           |        |       |
| Votes valides             | 12 173 | 97,20 |
| Votes blancs et invalides | 350    | 2,80  |
| Total                     | 12 523 | 100   |
| Abstention                | 2 730  | 17,90 |
| Inscrits / Participation  | 15 253 | 82,10 |